# Bambusa utilis
Bambusa utilis är en gräsart som beskrevs av Wei Chih Lin. Bambusa utilis ingår i släktet Bambusa och familjen gräs.
Artens utbredningsområde är Taiwan. Inga underarter finns listade i Catalogue of Life.